# 霧鹿溫泉
霧鹿溫泉位於海拔七百八十一公尺，台東縣海端鄉南橫公路的尾端，該溫泉源並非從地底冒出，而是從新武呂溪的峽谷山壁的夾縫中湧出的鹼性碳泉。

## 泉質
水溫約在攝氏70度到80度間，水質清澈透明，可飲用，無雜味。PH值約7.5，屬於弱鹼性的碳酸氫鈉泉，也就是俗稱的「美人湯」，也有「送子溫泉」的稱號。

## 地理位置
霧鹿溫泉位於臺灣台東縣海端鄉霧鹿峽谷，海拔七百八十一公尺。
從花東縱谷台9線323公里一帶，可連接到台20甲線，然後接台20線也就是南橫公路(要申請海端鄉乙種入山證)。

## 特色
溫泉鄰近的利稻村春季櫻花盛放，峽谷旁的天龍吊橋又是日治時期遺留的遺跡，風景秀麗。

## 週遭景點
- 天龍吊橋(霧鹿峽谷)
- 霧鹿砲台
- 六口溫泉
- 碧山溫泉
- 利稻村